# Liste des conseillers départementaux du Finistère
Pour un article plus général, voir Conseil départemental du Finistère.

## Période 2015-2021

### Composition actuelle du conseil départemental duFinistère(54 sièges)
| Parti                                          | Sigle | Sigle | Sièges |
| ---------------------------------------------- | ----- | ----- | ------ |
| Finistère et Solidaires - Majorité (27 sièges) |       |       |        |
| Parti socialiste                               |       | PS    | 24     |
| Divers gauche                                  |       | DVG   | 2      |
| Les Radicaux de gauche                         |       | RDG   | 1      |
| Alliance pour le Finistère (24 sièges)         |       |       |        |
| Divers droite                                  |       | DVD   | 16     |
| Les Républicains                               |       | LR    | 6      |
| Union des démocrates et indépendants           |       | UDI   | 2      |
| Les Régionalistes (2 sièges)                   |       |       |        |
| Pour la Bretagne !                             |       | PLB   | 2      |
| Non-inscrit (1 siège)                          |       |       |        |
| La République en marche                        |       | LREM  | 1      |
| Présidente du Conseil départemental            |       |       |        |
| Nathalie Sarrabezolles (PS)                    |       |       |        |

### Liste des conseillers départementaux duFinistère
| Canton                    | Conseillers                  | Partis | Partis | Groupes                    |
| ------------------------- | ---------------------------- | ------ | ------ | -------------------------- |
| Brest-1                   | Bernadette Abiven            |        | PS     | Finistère et Solidaires    |
| Brest-1                   | Kévin Faure                  |        | PS     | Finistère et Solidaires    |
| Brest-2                   | Marie Gueye                  |        | PS     | Finistère et Solidaires    |
| Brest-2                   | Réza Salami                  |        | PS     | Finistère et Solidaires    |
| Brest-3                   | Florence Cann                |        | PS     | Finistère et Solidaires    |
| Brest-3                   | Marc Labbey                  |        | PS     | Finistère et Solidaires    |
| Brest-4                   | Véronique Bourbigot          |        | LR     | Alliance pour le Finistère |
| Brest-4                   | Pierre Ogor                  |        | DVD    | Alliance pour le Finistère |
| Brest-5                   | Frédérique Bonnard Le Floc'h |        | PS     | Finistère et Solidaires    |
| Brest-5                   | Hosny Trabelsi               |        | PS     | Finistère et Solidaires    |
| Briec                     | Raymond Messager             |        | DVD    | Alliance pour le Finistère |
| Briec                     | Cécile Nay                   |        | DVD    | Alliance pour le Finistère |
| Carhaix-Plouguer          | Corinne Nicole               |        | PLB    | Les Régionalistes          |
| Carhaix-Plouguer          | Christian Troadec            |        | PLB    | Les Régionalistes          |
| Concarneau                | Jacques François             |        | PS     | Finistère et Solidaires    |
| Concarneau                | Nicole Ziegler               |        | PS     | Finistère et Solidaires    |
| Crozon                    | Jacques Gouérou              |        | DVD    | Alliance pour le Finistère |
| Crozon                    | Monique Porcher              |        | DVD    | Alliance pour le Finistère |
| Douarnenez                | Didier Guillon               |        | LR     | Alliance pour le Finistère |
| Douarnenez                | Jocelyne Poitevin            |        | DVD    | Alliance pour le Finistère |
| Fouesnant                 | Sophie Boyer                 |        | DVD    | Alliance pour le Finistère |
| Fouesnant                 | Alain Le Grand               |        | DVD    | Alliance pour le Finistère |
| Guipavas                  | Stéphane Péron               |        | LREM   | Non-inscrit                |
| Guipavas                  | Nathalie Sarrabezolles       |        | PS     | Finistère et Solidaires    |
| Landerneau                | Marie-Josée Cunin            |        | DVD    | Alliance pour le Finistère |
| Landerneau                | Yvan Moullec                 |        | UDI    | Alliance pour le Finistère |
| Landivisiau               | Élisabeth Guillerm           |        | DVD    | Alliance pour le Finistère |
| Landivisiau               | Jean-Marc Puchois            |        | DVD    | Alliance pour le Finistère |
| Lesneven                  | Pascal Goulaouic             |        | DVD    | Alliance pour le Finistère |
| Lesneven                  | Lédie Le Hir                 |        | DVD    | Alliance pour le Finistère |
| Moëlan-sur-Mer            | Claude Jaffré                |        | PS     | Finistère et Solidaires    |
| Moëlan-sur-Mer            | Maryse Rioual-Guyader        |        | PS     | Finistère et Solidaires    |
| Morlaix                   | Solange Creignou             |        | PS     | Finistère et Solidaires    |
| Morlaix                   | Jean-Paul Vermot             |        | PS     | Finistère et Solidaires    |
| Plabennec                 | Bernard Gibergues            |        | LR     | Alliance pour le Finistère |
| Plabennec                 | Marguerite Lamour            |        | LR     | Alliance pour le Finistère |
| Plonéour-Lanvern          | Jean-François Le Bleis       |        | UDI    | Alliance pour le Finistère |
| Plonéour-Lanvern          | Jocelyne Plouhinec           |        | DVD    | Alliance pour le Finistère |
| Plouigneau                | Joëlle Huon                  |        | PS     | Finistère et Solidaires    |
| Plouigneau                | Georges Lostanlen            |        | PS     | Finistère et Solidaires    |
| Pont-de-Buis-lès-Quimerch | Julien Poupon                |        | PS     | Finistère et Solidaires    |
| Pont-de-Buis-lès-Quimerch | Françoise Péron              |        | PS     | Finistère et Solidaires    |
| Pont-l'Abbé               | Thierry Mavic                |        | LR     | Alliance pour le Finistère |
| Pont-l'Abbé               | Nathalie Tanneau             |        | DVD    | Alliance pour le Finistère |
| Quimper-1                 | Armelle Huruguen             |        | PS     | Finistère et Solidaires    |
| Quimper-1                 | Stéphane Le Bourdon          |        | PS     | Finistère et Solidaires    |
| Quimper-2                 | Isabelle Assih               |        | PS     | Finistère et Solidaires    |
| Quimper-2                 | Thierry Biger                |        | RDG    | Finistère et Solidaires    |
| Quimperlé                 | Anne Maréchal                |        | PS     | Finistère et Solidaires    |
| Quimperlé                 | Michaël Quernez              |        | PS     | Finistère et Solidaires    |
| Saint-Pol-de-Léon         | Aline Chevaucher             |        | LR     | Alliance pour le Finistère |
| Saint-Pol-de-Léon         | Maël de Calan                |        | DVD    | Alliance pour le Finistère |
| Saint-Renan               | Bernard Quillévéré           |        | app PS | Finistère et Solidaires    |
| Saint-Renan               | Élyane Pallier               |        | app PS | Finistère et Solidaires    |

## Période 2011-2015

### Composition du conseil général duFinistère(54 sièges)
| Parti                                | Sigle | Élus |
| ------------------------------------ | ----- | ---- |
| Majorité (40 sièges)                 |       |      |
| Parti socialiste                     | PS    | 35   |
| Divers gauche                        | DVG   | 5    |
| Opposition (14 sièges)               |       |      |
| Mouvement démocrate                  | MoDem | 1    |
| Union des démocrates et indépendants | UDI   | 1    |
| Divers droite                        | DVD   | 2    |
| Union pour un mouvement populaire    | UMP   | 10   |
| Président du Conseil Général         |       |      |
| Pierre Maille (PS)                   |       |      |

### Liste des conseillers généraux duFinistère
| Canton                                        | Circ. | Conseiller général      | Etiquette | Série |
| --------------------------------------------- | ----- | ----------------------- | --------- | ----- |
| Arrondissement de Brest                       |       |                         |           |       |
| canton de Brest-Bellevue                      | 2     | Jean-Luc Polard         | PS        | 2008  |
| canton de Brest-Cavale-Blanche-Bohars-Guilers | 2     | Pascale Mahé            | PS        | 2011  |
| canton de Brest-Centre                        | 2     | Reza Salami             | PS        | 2008  |
| canton de Brest-Kerichen                      | 2     | Rébecca Fagot-Oukkache  | PS        | 2011  |
| canton de Brest-Lambézellec                   | 2     | Franck Respriget        | PS        | 2011  |
| canton de Brest-L'Hermitage-Gouesnou          | 2     | Dominique Jaffredou     | PS        | 2011  |
| canton de Brest-Plouzané                      | 3     | Chantal Simon-Guillou   | DVG       | 2011  |
| canton de Brest-Recouvrance                   | 3     | Marie Gueye             | PS        | 2011  |
| canton de Brest-Saint-Marc                    | 2     | Marc Labbey             | PS        | 2011  |
| canton de Brest-Saint-Pierre                  | 3     | Pierre Maille           | PS        | 2011  |
| canton de Daoulas                             | 6     | Françoise Peron         | PS        | 2011  |
| canton de Guipavas                            | 5     | Nathalie Sarabezolles   | PS        | 2008  |
| canton de Landerneau                          | 5     | Marie-Françoise Le Guen | UMP       | 2008  |
| canton de Lannilis                            | 5     | Claude Guiavarc'h       | PS        | 2011  |
| canton de Lesneven                            | 5     | Jérôme Ronvel           | DVD       | 2008  |
| canton d'Ouessant                             | 6     | Jean-Yves Cozan         | MD/O      | 2008  |
| canton de Plabennec                           | 3     | Christian Plassard      | PS        | 2011  |
| canton de Ploudalmézeau                       | 3     | Antoine Corolleur       | DVD       | 2011  |
| canton de Ploudiry                            | 4     | François Marc           | PS        | 2008  |
| canton de Saint-Renan                         | 3     | Didier Le Gac           | PS        | 2008  |
| Arrondissement de Châteaulin                  |       |                         |           |       |
| canton de Carhaix-Plouguer                    | 6     | Christian Troadec       | MBP       | 2011  |
| canton de Châteaulin                          | 6     | Jacques Gouerou         | DVD       | 2008  |
| canton de Châteauneuf-du-Faou                 | 6     | François Riou           | PS        | 2008  |
| canton de Crozon                              | 6     | Louis Ramone            | DVG       | 2011  |
| canton du Faou                                | 6     | Roger Mellouët          | PS        | 2008  |
| canton de Huelgoat                            | 6     | Daniel Créoff           | PS        | 2008  |
| canton de Pleyben                             | 6     | Marie-France Le Boulch  | PS        | 2011  |
| Arrondissement de Morlaix                     |       |                         |           |       |
| canton de Landivisiau                         | 5     | Georges Tigréat         | UMP       | 2008  |
| canton de Lanmeur                             | 4     | Nathalie Bernard        | PS        | 2011  |
| canton de Morlaix                             | 4     | Pierre Madec            | UMP       | 2008  |
| canton de Plouescat                           | 5     | Gildas Bernard          | UMP       | 2011  |
| canton de Plouigneau                          | 4     | Joëlle Huon             | PS        | 2008  |
| canton de Plouzévédé                          | 4     | Gérard Daniélou         | UMP       | 2011  |
| canton de Saint-Pol-de-Léon                   | 4     | Jacques Édern           | DVG       | 2011  |
| canton de Saint-Thégonnec                     | 4     | Solange Creignou        | PS        | 2011  |
| canton de Sizun                               | 4     | Francis Estrabaud       | PS        | 2008  |
| canton de Taulé                               | 4     | Raymond Mercier         | UMP       | 2008  |
| Arrondissement de Quimper                     |       |                         |           |       |
| canton d'Arzano                               | 8     | Marie-Isabelle Doussal  | PS        | 2011  |
| canton de Bannalec                            | 8     | Guy Le Sergent          | PS        | 2011  |
| canton de Briec                               | 1     | Yvonne Guillou          | UMP       | 2008  |
| canton de Concarneau                          | 8     | Nicole Ziegler          | PS        | 2011  |
| canton de Douarnenez                          | 7     | Erwan Le Floch          | UMP       | 2008  |
| canton de Fouesnant                           | 1     | Nathalie Conan          | PS        | 2011  |
| canton du Guilvinec                           | 7     | Raynald Tanter          | PS        | 2011  |
| canton de Plogastel-Saint-Germain             | 7     | Jocelyne Plouhinec      | UDI       | 2014  |
| canton de Pont-Aven                           | 8     | Claude Jaffré           | PS        | 2008  |
| canton de Pont-Croix                          | 7     | Didier Guillon          | UMP       | 2011  |
| canton de Pont-l'Abbé                         | 7     | Daniel Couic            | PS        | 2011  |
| canton de Quimper-1                           | 1     | Georges Kergonna        | PS        | 2008  |
| canton de Quimper-2                           | 1     | Maryvonne Blondin       | PS        | 2008  |
| canton de Quimper-3                           | 1     | Armelle Huruguen        | PS        | 2008  |
| canton de Quimperlé                           | 8     | Michaël Quernez         | PS        | 2008  |
| canton de Rosporden                           | 8     | Michel Loussouarn       | PS        | 2011  |
| canton de Scaër                               | 8     | Joêl Derrien            | PS        | 2008  |

## Anciennes législatures
- Suzanne Ploux (1955-1970)